# Atlixtac (Leonardo Bravo)
Atlixtac es una localidad del estado mexicano de Guerrero. Es parte del municipio de Leonardo Bravo.

## Toponimia
El nombre «Atlixtac» proviene de los términos en náhuatl: atl, agua; iztac, blanco. Su significado es «agua blanca».

## Demografía
| Gráfica de evolución demográfica |
|                                  |

| Censo | Población |
| ----- | --------- |
| 1910  | 6         |
| 1921  | 152       |
| 1930  | 257       |
| 1940  | 297       |
| 1950  | 311       |
| 1960  | 449       |
| 1970  | 592       |
| 1980  | 647       |
| 1990  | 843       |
| 2000  | 854       |
| 2010  | 936       |
| 2020  | 1 078     |